# Limonium formenterae
Limonium formenterae är en triftväxtart som beskrevs av L.Llorens. Limonium formenterae ingår i släktet rispar, och familjen triftväxter. Inga underarter finns listade i Catalogue of Life.